# Хонтјанске Трстјани
Хонтјанске Трстјани (слч. Hontianske Trsťany) насељено је мјесто са административним статусом сеоске општине (слч. obec) у округу Љевице, у Њитранском крају, Словачка Република.

## Становништво
| Година:    | 1994. | 2004.   | 2014.   | 2024.   |
| ---------- | ----- | ------- | ------- | ------- |
| Број људи: | 378   | 346     | 317     | 290     |
| Разлика:   |       | -8,46 % | -8,38 % | -8,51 % |

| Година:    | 2023. | 2024.   |
| ---------- | ----- | ------- |
| Број људи: | 297   | 290     |
| Разлика:   |       | -2,35 % |

Према подацима о броју становника из 2011. године насеље је имало 328 становника.